# 한메이 (스피드스케이팅 선수)
한메이(중국어 간체자: 韩梅, 정체자: 韓梅, 병음: Hán Méi, 한자음: 한매, 1998년 1월 27일~)는 중화인민공화국의 스피드스케이팅 선수이다. 2018년 동계 올림픽에서 2018년 동계 올림픽 스피드스케이팅에 참가했으며 세계 종목별 선수권 대회에서 은메달 2개(2024- 1000m, 1500m)를 획득했다.